# Société monégasque des eaux
Pour les articles homonymes, voir SME.
La Société monégasque des eaux, abrégé SMEaux, est le concessionnaire du service public de la distribution de l'eau dans la principauté de Monaco.

## Histoire

### Fondation et monopolisation
À la suite du rachat de réseaux appartenant à différentes entités locales telles que la Société des bains de mer de Monaco, la Société des eaux de sources et la Société d’eau, de lumière et de force de Monte-Carlo supérieur, est créée en 1942 la Société monégasque des eaux (alors abrégée MONEGO) en tant que concessionnaire chargée de l’exploitation du service des eaux de la Principauté. À cet effet, une convention tripartite est signée le 14 janvier, puis approuvée par ordonnance souveraine du 29 janvier, entre l'administrateur des Domaines, Guillaume Magne, ingénieur des Arts et Manufactures, agissant en qualité de fondateur de la Société monégasque des eaux et Jean Giraud, ingénieur des Ponts et Chaussées, directeur général de la Compagnie générale des eaux, pour la distribution des eaux de la Principauté. Le 1er avril 1949, la Société monégasque des eaux est substituée intégralement à la Compagnie générale des eaux pour assurer la distribution de l'eau sur tout le territoire de la Principauté qui se voit ainsi uniformisée.

### Coopération transfrontalière
Une convention internationale signée le 28 septembre 1967 entre les gouvernements français et italien permet l’approvisionnement depuis la vallée de la Roya de la commune de Menton par une concession de 70 ans pour prélever de l’eau sur le territoire de Vintimille, à hauteur de 400 litres par seconde. Le 11 janvier 1982, une nouvelle convention autorise la Compagnie générale des eaux permet la distribution d’une partie de cette ressource à Monaco, jusqu’à 100 litres par seconde. Le 28 mai 2015, la SMEaux signe une convention tripartite avec la commune de Menton et le Syndicat intercommunal des eaux des corniches et du littoral (SIECL), renouvelant les accords précédents. Représentée par son directeur général Manuel Nardi, la SMeaux s’engage non seulement à maintenir le volume d’eau livré à Monaco, mais aussi à contribuer au financement des travaux de réparation et de modernisation du réseau.

## Mécénat
Le 23 août 2021, la Société monégasque des eaux signe une convention de mécénat avec la Fondation Prince-Albert-II-de-Monaco pour soutenir, sur trois ans, deux actions de conservation marine : l’initiative Pelagos, visant à protéger le sanctuaire Pelagos, zone riche en mammifères marins ainsi que la mission de protection des récifs coralliens, en lien avec le projet de création d’un conservatoire du corail porté par le Centre scientifique de Monaco et l’Institut océanographique.